# Parade (chanson)
Pour les articles homonymes, voir Parade.
Singles de lyrical school
Ribbon wo Kyutto
(12 décembre 2012) Waratte.net / My Kawaii Nichijōtachi
(11 décembre 2013)
Parade (écrit PARADE) est le 5e single du groupe de hip-hop japonais lyrical school et le 3e sous cette appellation, sorti en mai 2013.

## Détails du single
Le single, écrit, composé et produit par Tofubeats, sort six mois après le single Ribbon wo Kyutto, le 15 mai 2013 sous le label T-Palette Records en deux éditions : une édition régulière (contenant le CD seulement) et une limitée (contenant un CD différent). Il se classe 34e sur le classement hebdomadaire des ventes de l'Oricon et s'y maintient pendant deux semaines.
Le CD de l'édition régulière contient la chanson-titre PARADE, sa chanson en face B tengal6 take2 ainsi que leurs versions instrumentales. Tandis que le CD de l'édition limitée contient un titre bonus intitulé S.T.A G.E (en featuring avec Chisei Fukase du groupe LinQ) accompagné de sa version instrumentale.
Il s’agit du premier disque des lyrical school avec son nouveau membre Hina qui a rejoint le groupe d’idoles en mars et qui a alors remplacé Mariko, membre d'origine. Il est notamment le dernier avec la leader Erika qui sera diplômée du groupe le mois suivant, en juin 2013, et sera alors remplacée par un autre membre Minan par la suite.
La chanson-titre PARADE figure sur le deuxième album du groupe Date Course quatre mois après, en septembre 2013. Elle figure l'année suivante sur la deuxième compilation de T-Palette Records intitulée T-Palette Records 3rd Anniversary Mix ~Far Beyond The Dream~ en mai 2014.

## Formation
Membres crédités sur le single : 
- Erika (leader)
- Ami
- Yumi
- Ayaka
- Mei
- Hina

## Listes des titres
Toutes les chansons sont écrites et composées par Tofubeats.
| 1. | PARADE                       |  |
| 2. | tengal6 take2                |  |
| 3. | PARADE (Instrumental)        |  |
| 4. | tengal6 take2 (Instrumental) |  |

| 1. | PARADE                                      |  |
| 2. | tengal6 take2                               |  |
| 3. | S.T.A.G.E (feat. Fukase Chisei (from LinQ)) |  |
| 4. | PARADE (Instrumental)                       |  |
| 5. | tengal6 take2 (Instrumental)                |  |
| 6. | S.T.A.G.E (Instrumental)                    |  |